# Medgyessy Iván
Medgyessy Iván (Balogfala, 1884. június 8. – Budapest, 1944. augusztus 4.) válogatott labdarúgó, fedezet, székesfővárosi tanácsnok.

## Családja
Medgyessy Bertalan és Salkovits Ida fiaként született. Felesége Götz Margit volt.

## Pályafutása

### Klubcsapatban
A MAC labdarúgója volt, ahol a csapattal kétszer bajnoki ezüst- egyszer bronzérmet nyert. Kivételesen gyors, jól szerelő, több poszton is használható labdarúgó volt, legkevésbé a csatársorban tűnt ki.

### A válogatottban
1908-ban egy alkalommal szerepelt a válogatottban.

## Sikerei, díjai
- Magyar bajnokság
  - 2.: 1906–07, 1908–09
  - 3.: 1907–08

## Statisztika

### Mérkőzése a válogatottban
| Magyarország | Magyarország   | Magyarország     | Magyarország | Magyarország | Magyarország | Magyarország | Magyarország | Magyarország |
| #            | Dátum          | Helyszín         | Hazai        | Eredmény     | Vendég       | Kiírás       | Gólok        | Esemény      |
| ------------ | -------------- | ---------------- | ------------ | ------------ | ------------ | ------------ | ------------ | ------------ |
| 1.           | 1908. május 3. | Bécs, Hohe Warte | Ausztria     | 4 – 0        | Magyarország | barátságos   | -            |              |
|              | Összesen       |                  |              | 1            | mérkőzés     |              | 0            | gól          |